# Carl Emery
Pour les articles homonymes, voir Emery.
 (janvier 2017).
Carl Emery, né le 25 mars 1968 à Genève, est un kick-boxeur et organisateur d'événements sportifs suisse.

## Biographie
Il a été champion du monde de full-contact kick-boxing en 1994.
Invaincu après deux titres de champion d'Europe et un titre de champion du monde, Carl Emery arrête la compétition professionnelle à l'âge de 26 ans pour entrer à l'école de gendarmerie de Genève[réf. nécessaire].
Full-contact kick-boxing (amateur)
- 1987  Champion Suisse poids mi-lourds
- 1988  Champion Suisse poids moyens
- 1989 :  Médaille de bronze aux championnats du Monde amateurs à Graz

Full-contact kick-boxing professionnel unifié (ISKA) et (WKN)
- 1993  Champion d'Europe poids super-welters
- 1994  Champion d'Europe poids super-welters
- 1994  Champion du Monde poids super-welters

Après sa carrière de kick-boxeur professionnel, il poursuit la compétition en ju-jitsu de combat, grappling et MMA amateurs, se distinguant, notamment, dans les compétitions suivantes (de mai 1999 à juin 2006) :
| Place | Catégorie (Poids) | Événement / Compétition                                      | Lieu                       | Date           |
| 3e | 77 kg (169 lb)    | Tournoi international                                        | ( Italie) Turin            | mai 1999       |
| 1re | 77 kg (169 lb)    | « Midlands Open »                                            | ( Angleterre) Worcester    | juin 1999      |
| 1re | 77 kg (169 lb)    | Tournoi international                                        | ( Allemagne) Erfurt        | septembre 1999 |
| 2e | 77 kg (169 lb)    | Tournoi international                                        | ( Angleterre) Birmingham   | novembre 1999  |
| 2e | 77 kg (169 lb)    | « Midlands Open » et trophée du meilleur technicien          | ( Angleterre) Worcester    | juin 2000      |
| 1re | 77 kg (169 lb)    | Tournoi international                                        | ( Angleterre) Birmingham   | novembre 2000  |
| Membre de l'équipe nationale de Ju-Jitsu « Fighting System » 1999-2000-2001-2002 Sélection aux Championnats d'Europe de Leeds (Angleterre) |                   |                                                              |                            |                |
| 7e | 77 kg (169 lb)    | Championnats du Monde                                        | ( Danemark) Copenhague     | novembre 2000  |
| 1re | 77 kg (169 lb)    | « Midlands Open »                                            | ( Angleterre) Worcester    | juin 2001      |
| 2e | 77 kg (169 lb)    | « Bavarian Open »                                            | ( Allemagne)               | juillet 2001   |
| 1re | 85 kg (187 lb)    | « Northern Championships »                                   | ( Angleterre) Carlisle     | septembre 2001 |
| 1re | 77 kg (169 lb)    | « Canadien Challenge North American Championships »          | ( Canada) Collingwood      | octobre 2001   |
| 1re | 85 kg (187 lb)    | « Canadien Challenge North American Championships »          | ( Canada) Collingwood      | octobre 2001   |
| 1re | 85 kg (187 lb)    | « Southern Championships »                                   | ( Angleterre) Woking       | avril 2002     |
| 1re | 77 kg (169 lb)    | « Irish Open »                                               | ( Irlande du Nord) Belfast | mai 2002       |
| 1re | 85 kg (187 lb)    | « Midlands Open »                                            | ( Angleterre) Worcester    | juin 2002      |
| 1re | 85 kg (187 lb)    | Championnat Suisse - Champion Suisse Meyrin                  | ( Suisse)                  | juin 2004      |
| 1re | 85 kg (187 lb)    | MMA Submission Wrestling - International Police & Fire Games | ( États-Unis) Las Vegas    | août 2004      |
| 1re | 85 kg (187 lb)    | Carribean Ju-Jitsu Kumite Open                               | ( Barbade) St-James        | août 2004      |
| 1re | 80 kg (176 lb)    | Tournoi international                                        | ( Angleterre) Birmingham   | novembre 2004  |
| 1re | 80 kg (176 lb)    | « Northern Championships »                                   | ( Angleterre) Newcastle    | février 2006   |
| 1re | 80 kg (176 lb)    | MMA Submission Wrestling du « Northern Championships »       | ( Angleterre) Newcastle    | février 2006   |
| 1re | 80 kg (176 lb)    | MMA (full contact jiu-jitsu) - World Martial Arts Games 2006 | ( Canada) Victoria         | juin 2006      |

### Autres activités
Carl Emery est actif dans le domaine de l'enseignement. Il est directeur technique de quinze clubs en Suisse et d'une quarantaine dans le reste du monde[réf. nécessaire]. Il est instructeur de tactique et de techniques d'intervention, il a notamment été nommé instructeur police de l'année 2008 à Valence (Espagne) par le Conseil d'experts police et sécurité.
En compagnie Billy Murray, il a fondé The Peace Fighters, association qui œuvre pour le rapprochement des communautés à travers la pratique des arts martiaux et des sports de combat. Cette fondation est soutenu par Mary McAleese, présidente d'Irlande.
Billy Murray et Carl Emery sont invités au siège européen de l'ONU, le 7 mars 2014 afin de présenter leur travail auprès des enfants. C'est la première fois que des artistes martiaux sont officiellement reçus par l'ONU pour y faire un discours.
Les activités de Carl Emery l'amène à dépasser les limites des arts martiaux puisqu'il intervient, notamment, dans le long-métrage de Jacques Audiard, De rouille et d'os en 2012,.
Il est également modèle pour la prestigieuse marque de montre Urwerk pour le lancement de son modèle UR-1001 en platine (8 exemplaires au monde au prix de 400 000 dollars en 2015).
Depuis 1995, Carl Emery organise de très nombreux événements sportifs, souvent en compagnie de ses associés Philippe Brélaz, Olivier Muller, Jean-Daniel Pfund, notamment la Post Ténébras Cup de 1995 à 2005 et le Geneva Open - World Martial Arts Games.
En avril 2018, Carl Emery publie une vidéo de lui sur Youtube, en train de chanter et jouer au piano "Imagine" de John Lennon à la gare de Genève Cornavin, et crée le Buzz sur Internet.
Depuis octobre 2020, Carl Emery, en tant que cadre de la police cantonale genevoise, est en mission comme casque bleu au Mali pour l’ONU en tant qu'UNPOL (policier des Nations-Unies) pour la Mission MINUSMA où il est chargé de la réforme des unités de cavalerie de la gendarmerie malienne.